# 策勒城堡

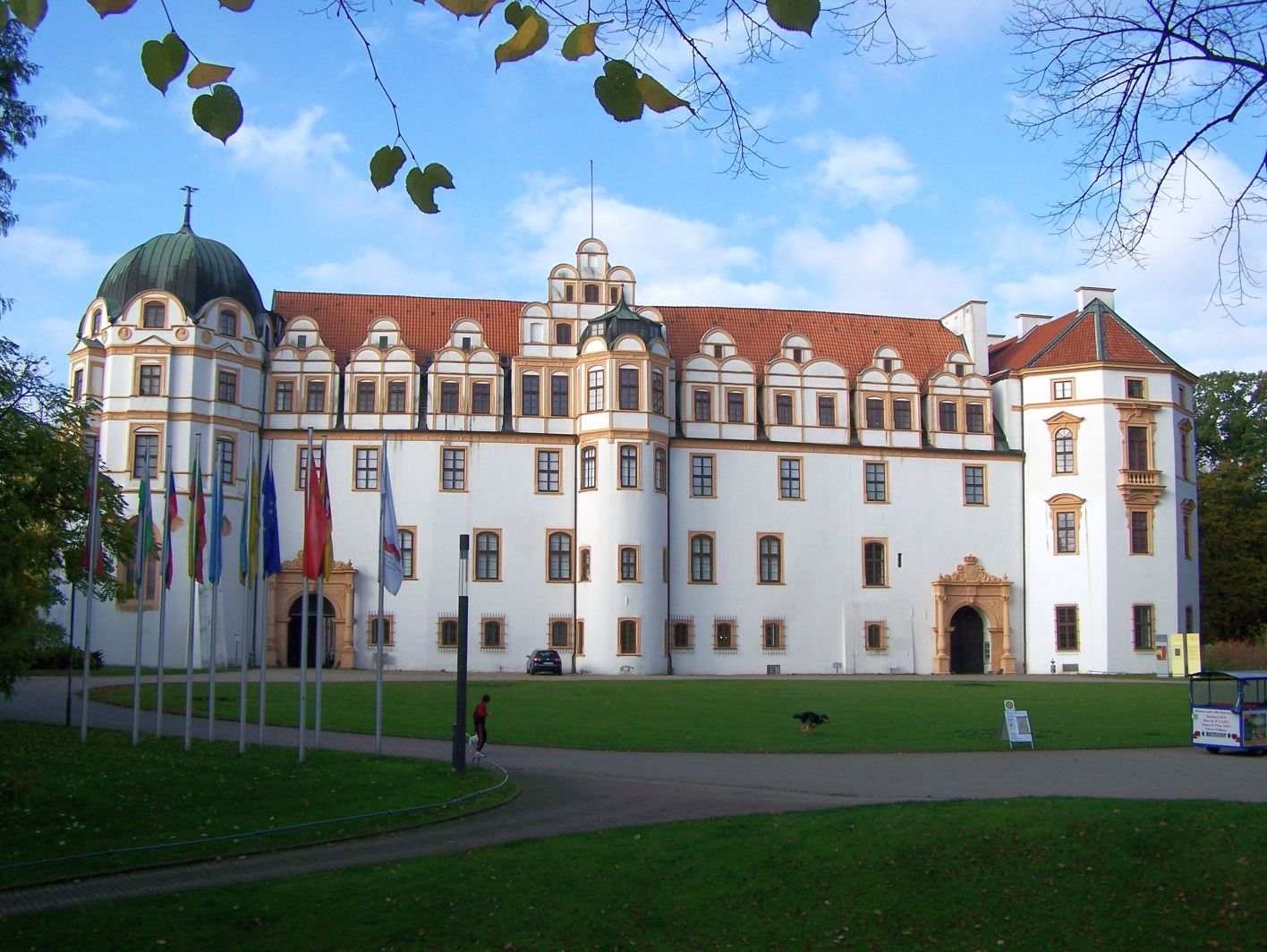

策勒城堡（德語：Schloss Celle）是位於德國下薩克森州城市策勒的一座城堡。策勒城堡是呂訥堡石楠草原南部地區規模最大的城堡。

## 外部連結
- Celle Castle （页面存档备份，存于）
- The Residenz Museum in the Castle
- Celle Castle Theatre （页面存档备份，存于）

52°37′26″N 10°04′39″E / 52.62389°N 10.07750°E